# Most (wzorzec projektowy)
Wzorzec mostu (ang. bridge pattern) – strukturalny wzorzec projektowy, który pozwala oddzielić abstrakcję obiektu od jego implementacji. 
Zaleca się stosowanie tego wzorca, aby:
- odseparować implementację od interfejsu,
- poprawić możliwości rozbudowy klas, zarówno implementacji, jak i interfejsu (m.in. przez dziedziczenie),
- ukryć implementację przed klientem, co umożliwia zmianę implementacji bez zmian interfejsu.

## Przykłady
W abstrakcji, jaką są figury geometryczne, można wyszczególnić np. kwadraty, czy trójkąty. Jednak proces rysowania poszczególnych figur może wyglądać inaczej dla różnych bibliotek graficznych czy systemów operacyjnych. Wzorzec mostu pozwala na stworzenie nowych klas, które dostarczają konkretnych implementacji do rysowania. Klasa abstrakcyjna figury dostarcza informacji o figurze (np. wielkość), podczas gdy implementacja dostarcza interfejs do rysowania.
- Zobacz przykłady zastosowania wzorca na stronie Wikibooks